# Asociación Deportivo Rosario
La Asociación Deportivo Rosario es un equipo de fútbol de Costa Rica que juega en la Tercera División de Costa Rica, conocida también como Segunda B de LINAFA.

## Historia
Fue fundado en el año 2016 en el distrito de Rosario del cantón de Naranjo en la provincia de Alajuela y el club debuta en la Primera División de LINAFA en la temporada 2017/18 donde es eliminado en la segunda ronda. En la siguiente temporada en la tercera división avanza más en la liga pero es eliminado en la ronda de octavos de final por el Municipal Guarco de la provincia de Cartago al perder ambos partidos por marcadores de 0-1 y 2-3.
Al iniciar la temporada 2019/20 en la Segunda División de Costa Rica el gerente de mercadeo del club Dudly Lynch confirma que AD Rosario adquiere la franquicia del CS Once de Abril, equipo filial del LD Alajuelense luego de una negociación hecha directamente como el club alajuelense. El 7 de abril de 2019 se confirma oficialmente la presencia del AD Rosario en la Segunda División de Costa Rica a partir de la temporada 2019/20 y su sede será el Estadio Municipal de Naranjo. Sin embargo para la siguiente temporada, termina cediendo su franquicia al equipo de Aserrí Fútbol Club y retorna nuevamente a jugar a LINAFA.
Se corona campeón del Apertura 2023 en LINAFA, tras vencer en la final al cuadro del Deportivo Upala F.C. en el global 3 a 1. Lo que le da derecho a disputar una Gran Final en caso de no conseguir el cetro del Clausura 2024.
En el Clausura 2024 llega también a la Final del torneo donde la disputa nuevamente ante el conjunto del Deportivo Upala, en la ida terminan cayendo por la mínima 1 por 0 en Cartagena de Santa Cruz. En el juego de vuelta en el Estadio Jorge "Palmareño" Solís de Palmares, terminan igualando 2 a 2 y pierde en el global 3 a 2, lo que obliga a jugar una Final a dos partidos para definir el ascendido a la Segunda División de Costa Rica.
En la Gran Final igualan en el juego de ida sin goles ante el conjunto de Deportivo Upala F.C., ya en la vuelta en Cartagena de Santa Cruz, termina cayendo 2 por 0 y con ello pierde la opción de ascender a la Segunda División.
Se corona campeón del Apertura 2024 en LINAFA, tras vencer en la final al cuadro del Águila F. C. en el global 3 a 1. Lo que le da derecho a disputar una Gran Final en caso de no conseguir el cetro del Clausura 2025.

## Torneo de Copa 2024
En julio de 2024, se dio a conocer que el cuadro de Rosario estará presente en el Torneo de copa 2024-2025 organizado por la UNAFUT. El conjunto naranjeño debutará en esta Copa por primera vez en su historia y lo hará en la Fase Preliminar ante el conjunto de Guadalupe F.C. de la Liga Transcomer de Ascenso el 27 de julio en único partido a disputarse en el Estadio "Coyella" Fonseca..
En un partido muy disputado al final el conjunto guadalupano terminaría triunfando 3 por 1 ante el equipo de Rosario de Naranjo. El anotador del equipo fue el jugador Jonathan Chaves al minuto 44 de partido.

## Torneo de Copa 2025-2026
El equipo naranjeño disputó la Fase preliminar ante el conjunto del AF Lankester 1943 en el Estadio Jorge "Palmareño" Solís donde en un vibrante compromiso donde ambos equipos igualaron a 3 goles en 120 minutos, el partido se definió en tanda de penales donde los de Rosario terminaron venciendo a los de Paraíso 3 por 2 en los lanzamientos de penalti.
Ahora disputarán la Fase de Dieciseisavos de Final ante el conjunto de Jicaral Sercoba en serie de ida y vuelta.

## Palmarés

### Títulos nacionales
| Competiciones nacionales             | Títulos         | Subcampeonatos                          |
| ------------------------------------ | --------------- | --------------------------------------- |
| Tercera División de Costa Rica (2/1) | AP-2023 AP-2024 | Temporada 2023-2024 Temporada 2024-2025 |